# 16166 Джонлі
16166 Джонлі (16166 Jonlii) — астероїд головного поясу, відкритий 5 січня 2000 року.
Тіссеранів параметр щодо Юпітера — 3,375.